# Friedrich de Hesse
Prințul Friedrich de Hesse și de Rin (Friedrich Wilhelm August Victor Leopold Ludwig), (7 octombrie 1870 - 29 mai 1873), a fost al doilea fiu hemofilic al lui Ludovic al IV-lea, Mare Duce de Hesse și al Prințesei Alice a Regatului Unit, deci unul dintre nepoții reginei Victoria. A murit la vârsta de doi ani și jumătate.